# G. I. Honeymoon
G. I. Honeymoon é um filme norte-americano de 1945, do gênero comédia, dirigido por Phil Karlstein e estrelado por Gale Storm e Peter Cookson.

## Sinopse
Segunda Guerra Mundial. Bob e Ann Gordon, ambos engajados no Exército, casam-se, mas não conseguem consumar a união porque na noite de núpcias Bob é destacado como sentinela. Quando pensam em tentar novamente, Bob só chega em casa após uma caminhada de sessenta quilômetros e estava muito cansado... E assim, as tentativas são sempre frustradas devido a emergências vindas de cima. Até que a tia de Ann intervém junto ao comandante de Bob...

## Premiações
| Patrocinador                                  | Prêmio | Categoria                               | Situação |
| --------------------------------------------- | ------ | --------------------------------------- | -------- |
| Academia de Artes e Ciências Cinematográficas | Oscar  | Melhor Trilha Sonora (Drama ou Comédia) | Indicado |

## Elenco
| Ator/Atriz       | Personagem               |
| ---------------- | ------------------------ |
| Gale Storm       | Ann Gordon               |
| Peter Cookson    | Tenente Bob Gordon       |
| Arline Judge     | Flo LaVerne              |
| Frank Jenks      | Blubber Malloy           |
| Jerome Cowan     | Ace Renaldo              |
| Jonathan Hale    | Coronel Hammerhead Smith |
| Andrew Tombes    | Reverendo Horace         |
| Virginia Brissac | Lavinia Thorndyke        |
| Ruth Lee         | Senhora Barton           |
| Ralph Lewis      | Tenente Randall          |
| Earle Hodgins    | Jonas                    |
| John Valentine   | Major Brown              |
| Frank Stephens   | Capitão Stein            |